# Большие Шады
Больши́е Шады́ (баш. Оло Шаҙы) — деревня в Мишкинском районе Башкортостана, административный центр Большешадинского сельсовета.

## История
Известна с 1706 под названием Шади(ы), также Кучуково.

## Население
| 2002 | 2009 | 2010 |
| ---- | ---- | ---- |
| 626  | ↘569 | ↘533 |

Национальный состав
Согласно переписи 2002 года, преобладающая национальность — башкиры (95 %).
В быту разговаривают на байкибашевском говоре мишарского диалекта татарского языка. И по сведениям 1870 года население составляли мещеряки

## Географическое положение
Расстояние до:
- районного центра (Мишкино): 18 км,
- ближайшей ж/д станции (Загородная): 122 км.

## Религия
Ислам 
- Мечеть

## Известные уроженцы
- Али Карнай (1904—1943) — башкирский писатель, журналист, переводчик.
- Аглямов, Нагим Харисламович (1932 - 2008) — новатор в строительстве, монтажник, Герой Социалистического Труда (1977).
- Буляков, Флорид Минемуллинович (1948—2015) — башкирский драматург, Народный писатель Башкортостана (1995).
- Галиев, Галиян Шайхетдинович (1905—1964) — советский военный, государственный и политический деятель, генерал-майор.